# Ogniut
L'ogniut (en mongol littéraire : ᠣᠩᠨᠢᠭᠤᠳ ongniγud) est un dialecte  mongol parlé dans la bannière d'Ongniud de Mongolie-Intérieure, en Chine.

## Phonétique historique
le tableau montre les particularités de l'ogniut par rapport au mongol khalkha de Mongolie et au mongol littéraire.
Comme le keshigten, le dialecte possède les affriquées palatales [t͡ʃ] et [d͡ʒ] qui correspondent à [t͡s] et [d͡z] du khalkha de Mongolie. Les sourdes [t] et [t͡ʃ] deviennent sonores en début de mot quand la consonne de la syllabe suivante est [s], [x], [ʃ], [t] ou [t͡ʃ].
| ogniut | mongol khalkha | mongol littéraire   |          |
| ------ | -------------- | ------------------- | -------- |
| ʤɑs    | tsas           | ᠴᠠᠰᠤ (času)         | neige    |
| ʤʊs    | ʦʊs            | ᠴᠢᠰᠤ (čisu)         | sang     |
| ʤiʧrə̌x | ʧiʧrɛx         | ᠴᠡᠴᠡᠷᠡᠬᠦ (čečerekü) | trembler |